# Хисси, Джейн
Джейн Хисси (англ. Jane Hissey, род. 1952, Норидж) — британская писательница и иллюстратор детских книг. Она наиболее известна своей серией детских книг «Старый медведь и его друзья», которая легла в основу отмеченного наградой BAFTA телесериала «Рассказы старого медведя», эпизоды которого были выпущены на VHS компанией Carlton Video. 

## Биография
Хисси родилась в Норидже и посещала среднюю школу для девочек в Норидже. Она изучала дизайн и иллюстрацию в Брайтоне. До рождения своего первенца она преподавала искусство в старших классах колледжа. Хисси и её муж Айван живут в Восточном Суссексе. У них трое детей: Оуэн, Элисон и Ральф.

## Старый медведь
Хисси написала, что «Старого Медведя» ей подарила бабушка, когда она была ребёнком. В детстве он был главным героем её игр, а когда она стала взрослой, он послужил вдохновением для её первой иллюстрированной книги. Позже к нему присоединились и другие персонажи мягких игрушек. В 1986 году её книга «Старый медведь» была опубликована и вошла в список «Выбор редакции» детских книг журнала Booklist того года; в более раннем обзоре, отмеченном звездой, Барбара Эллеман похвалила Хисси за использование перспективы, текстуры и цветов.

## Другие книги
- Hoot, 1996 — игрушки в спальне оживают ночью